# 聖心学園中等教育学校
聖心学園中等教育学校（せいしんがくえんちゅうとうきょういくがっこう）は、奈良県橿原市にある、学校法人聖心学園が経営する私立中等教育学校。受験生の間での略称は『聖学（せいがく）』または『聖心（せいしん）』。経営主体を同じくする橿原学院高等学校とは兄弟校の関係にある。学校区分は全日制、設置学科は普通科のみである。
在校生は学年に応じて中等1年生から中等6年生と言う呼称で呼ばれている。

## 学科
- 普通科
  - 英数I類コース
    - 理系
    - 文系

  - 英数II類コース
    - 理系
    - 文系

カリキュラムは、1～3年次は英数I類コース・II類コースに分かれ、4～6年次に各コースとも理系・文系に分かれる。I類が難関国公立大学を目指すコース、Ⅱ類が国公立大学・難関私立大学を目指すコースとなっている。

## 施設・設備
校舎は2003年の開校時に新築され、鉄筋4階建ての校舎にはエレベーターがある。2007年に、本校専用の第二体育館（冷暖房完備）も建設された。なお、中等6年生は、本館ではなく道路を挟んだところにある奈良芸術短期大学の校舎を使用している。隣接する奈良芸術短期大学の1部の校舎も北館として使われている。